# Le Rozier
Le Rozier est une commune française, située dans le sud-ouest du département de la Lozère, en région Occitanie.
Exposée à un climat de montagne, elle est drainée par le Tarn, la Jonte et par un autre cours d'eau. Incluse dans les Cévennes, la commune possède un patrimoine naturel remarquable : un site Natura 2000 (les « gorges du Tarn et de la Jonte ») et six zones naturelles d'intérêt écologique, faunistique et floristique.
Le Rozier est une commune rurale qui compte 128 habitants en 2022. Ses habitants sont appelés les Roziérois ou  Roziéroises.

## Géographie

### Généralités

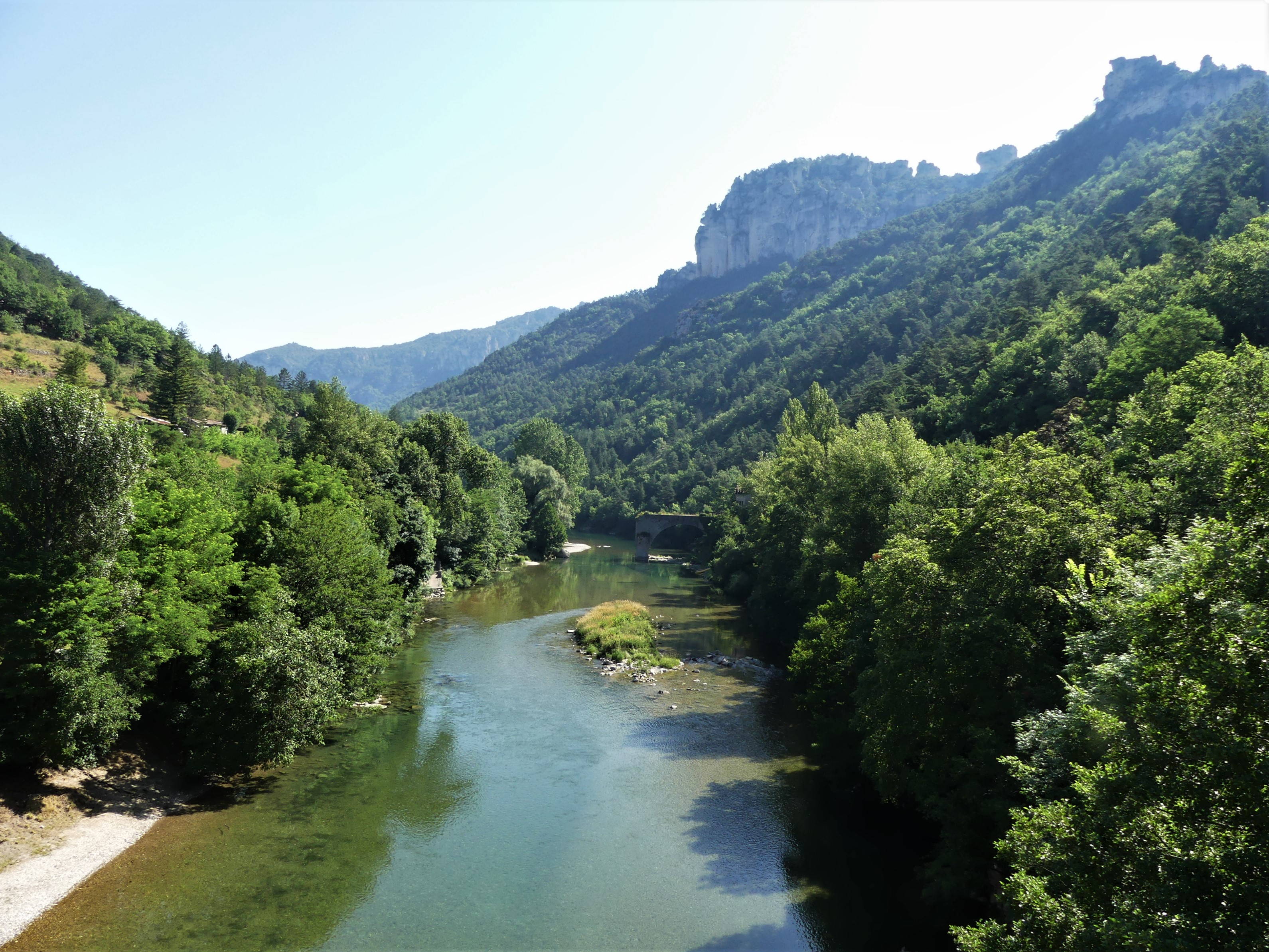
Le Tarn au pont de la RD 996. À droite de la rivière, commune du Rozier. À gauche, commune de Mostuéjouls, dans l'Aveyron.

Dans le quart sud-ouest du département de la Lozère et limitrophe du département de l'Aveyron, Le Rozier est une commune faisant partie du causse Méjean, dans sa limite sud-ouest. À la périphérie du parc national des Cévennes, le territoire communal forme un quadrilatère irrégulier qui s'étend sur 2,03 km2. Il est bordé au nord-ouest par le Tarn et ses gorges et au sud par son affluent la Jonte dans la partie aval de ses gorges. Les deux rivières confluent en limite de la commune.
L'altitude minimale, 387 mètres, se trouve localisée à l'extrême ouest, au confluent de la Jonte et du Tarn. À l'est, l'altitude maximale avec 849 mètres est en limite de la commune de Saint-Pierre-des-Tripiers.
En bordure de la Jonte et traversé par la route départementale (RD) 996, le bourg du Rozier est situé, en distances orthodromiques, quatorze kilomètres au nord-est de Millau.
Au sud du bourg, la RD 29 franchit la Jonte et mène au bourg de Peyreleau.
En provenance de la commune de Saint-Pierre-des-Tripiers et y retournant, le GR 6 participant alors au parcours du chemin de Saint-Guilhem, fait une boucle à travers le territoire communal sur plus de cinq kilomètres, longeant les gorges du Tarn et passant dans le nord du bourg.

### Communes limitrophes
Le Rozier est limitrophe de trois autres communes dont deux dans le département de l'Aveyron. Au sud-est, son territoire est distant d'environ 520 mètres de celui de Veyreau, dans l'Aveyron.
| Mostuéjouls (Aveyron) |                     |                           |
|                       | du Rozier           | Saint-Pierre-des-Tripiers |
|                       | Peyreleau (Aveyron) |                           |

### Climat
Pour des articles plus généraux, voir Climat de l'Occitanie et Climat de la Lozère.
En 2010, le climat de la commune est de type climat des marges montargnardes, selon une étude s'appuyant sur une série de données couvrant la période 1971-2000. En 2020, Météo-France publie une typologie des climats de la France métropolitaine dans laquelle la commune est exposée à un climat de montagne ou de marges de montagne et est dans la région climatique Sud-est du Massif Central, caractérisée par une pluviométrie annuelle de 1 000 à 1 500 mm, minimale en été, maximale en automne.
Pour la période 1971-2000, la température annuelle moyenne est de 11,6 °C, avec une amplitude thermique annuelle de 16,1 °C. Le cumul annuel moyen de précipitations est de 1 167 mm, avec 10,4 jours de précipitations en janvier et 4,9 jours en juillet. Pour la période 1991-2020, la température moyenne annuelle observée sur la station météorologique la plus proche, située sur la commune de Saint-Pierre-des-Tripiers à 4 km à vol d'oiseau, est de 9,6 °C et le cumul annuel moyen de précipitations est de 876,3 mm,. Pour l'avenir, les paramètres climatiques de la commune estimés pour 2050 selon différents scénarios d'émission de gaz à effet de serre sont consultables sur un site dédié publié par Météo-France en novembre 2022.

### Milieux naturels et biodiversité

#### Espaces protégés
La protection réglementaire est le mode d’intervention le plus fort pour préserver des espaces naturels remarquables et leur biodiversité associée,. La commune fait partie de la zone de transition des Cévennes, un territoire d'une superficie de 116 032 ha reconnu réserve de biosphère par l'UNESCO en 1985 pour la mosaïque de milieux naturels qui la composent et qui abritent une biodiversité exceptionnelle, avec 2 400 espèces animales, 2 300 espèces de plantes à fleurs et de fougères, auxquelles s’ajoutent d’innombrables mousses, lichens, champignons,.

#### Réseau Natura 2000

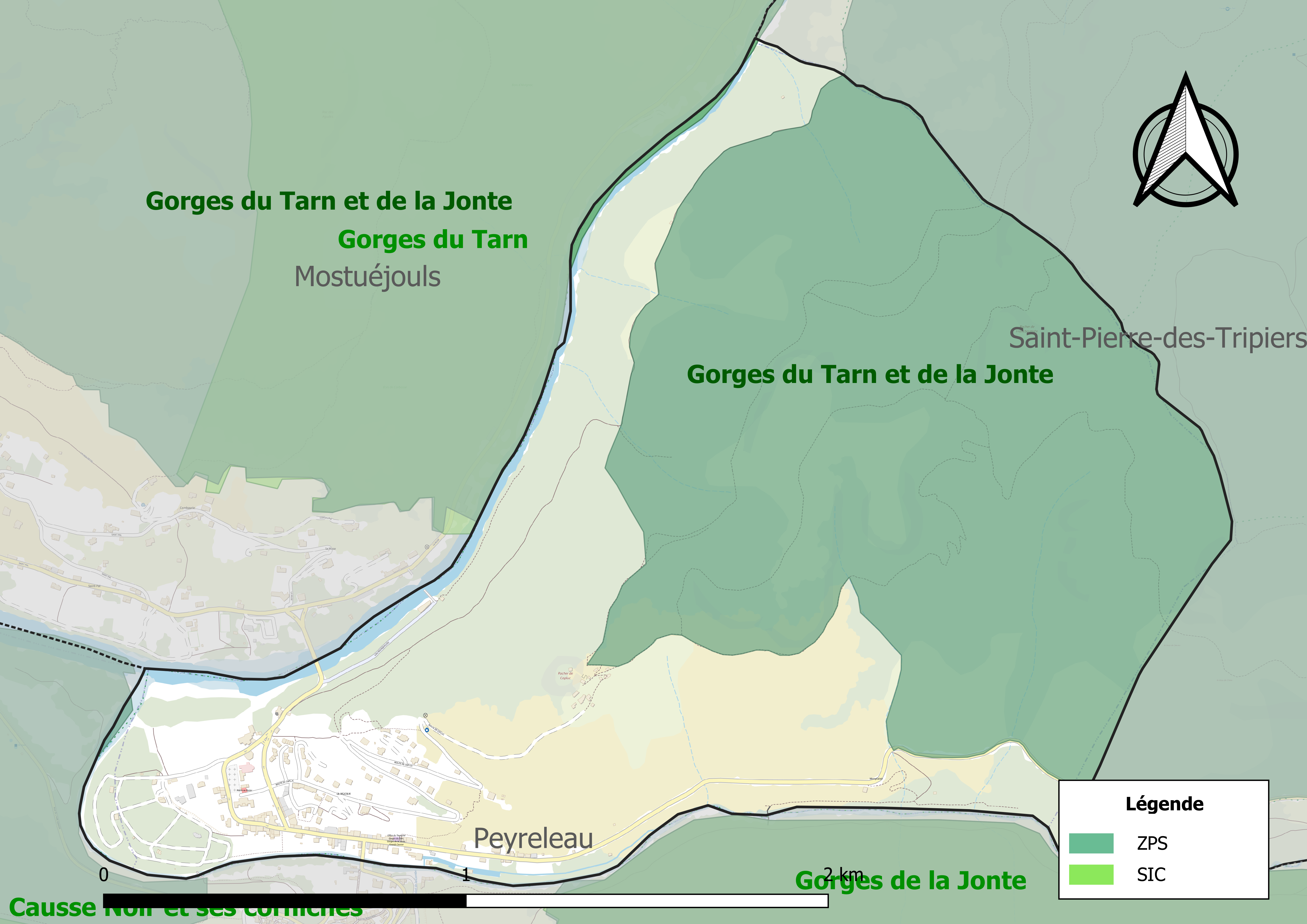
Sites Natura 2000 sur le territoire communal.

Le réseau Natura 2000 est un réseau écologique européen de sites naturels d'intérêt écologique élaboré à partir des directives habitats et oiseaux, constitué de zones spéciales de conservation (ZSC) et de zones de protection spéciale (ZPS).
Un site Natura 2000 a été défini sur la commune au titre  de la directive oiseaux : les « gorges du Tarn et de la Jonte », d'une superficie de 41 801 ha, englobant le territoire de près des trois-quarts de la population de Vautours fauves des grands causses qui furent l'un des principaux sites français de réintroduction de cette espèce.

#### Zones naturelles d'intérêt écologique, faunistique et floristique
L’inventaire des zones naturelles d'intérêt écologique, faunistique et floristique (ZNIEFF) a pour objectif de réaliser une couverture des zones les plus intéressantes sur le plan écologique, essentiellement dans la perspective d’améliorer la connaissance du patrimoine naturel national et de fournir aux différents décideurs un outil d’aide à la prise en compte de l’environnement dans l’aménagement du territoire.
Trois ZNIEFF de type 1 sont recensées sur la commune :
- les « gorges de la Jonte » (2 578 ha), couvrant 6 communes dont deux dans l'Aveyron et quatre dans la Lozère[16] ;
- la « vallée supérieure et gorges du Tarn » (1 938 ha), couvrant 8 communes dont sept dans l'Aveyron et une dans la Lozère[17] ;
- le « versant ouest du causse Méjean » (775 ha), couvrant 3 communes du département[18] ;

et trois ZNIEFF de type 2, : 
- les « gorges de la Jonte » (4 568 ha), couvrant 8 communes dont deux dans l'Aveyron et six dans la Lozère[19] ;
- les « gorges du Tarn » (14 434 ha), couvrant 19 communes du département[20] ;
- la « vallée du Tarn, amont » (36 322 ha), couvrant 57 communes dont 31 dans l'Aveyron, une dans la Lozère et 25 dans le Tarn[21].

Cartes des ZNIEFF de type 1 et 2 au Rozier.
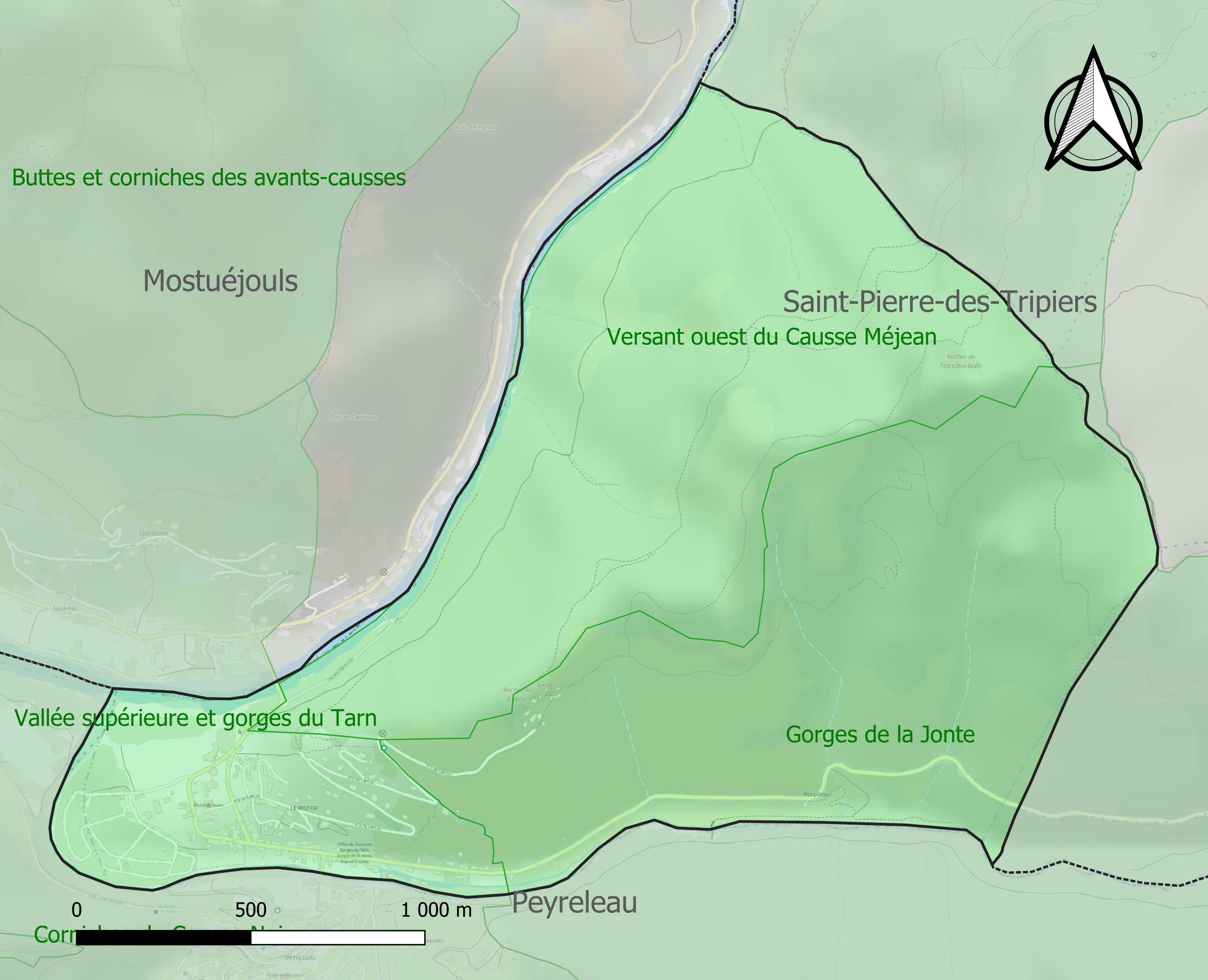
Carte des ZNIEFF de type 1 sur la commune.
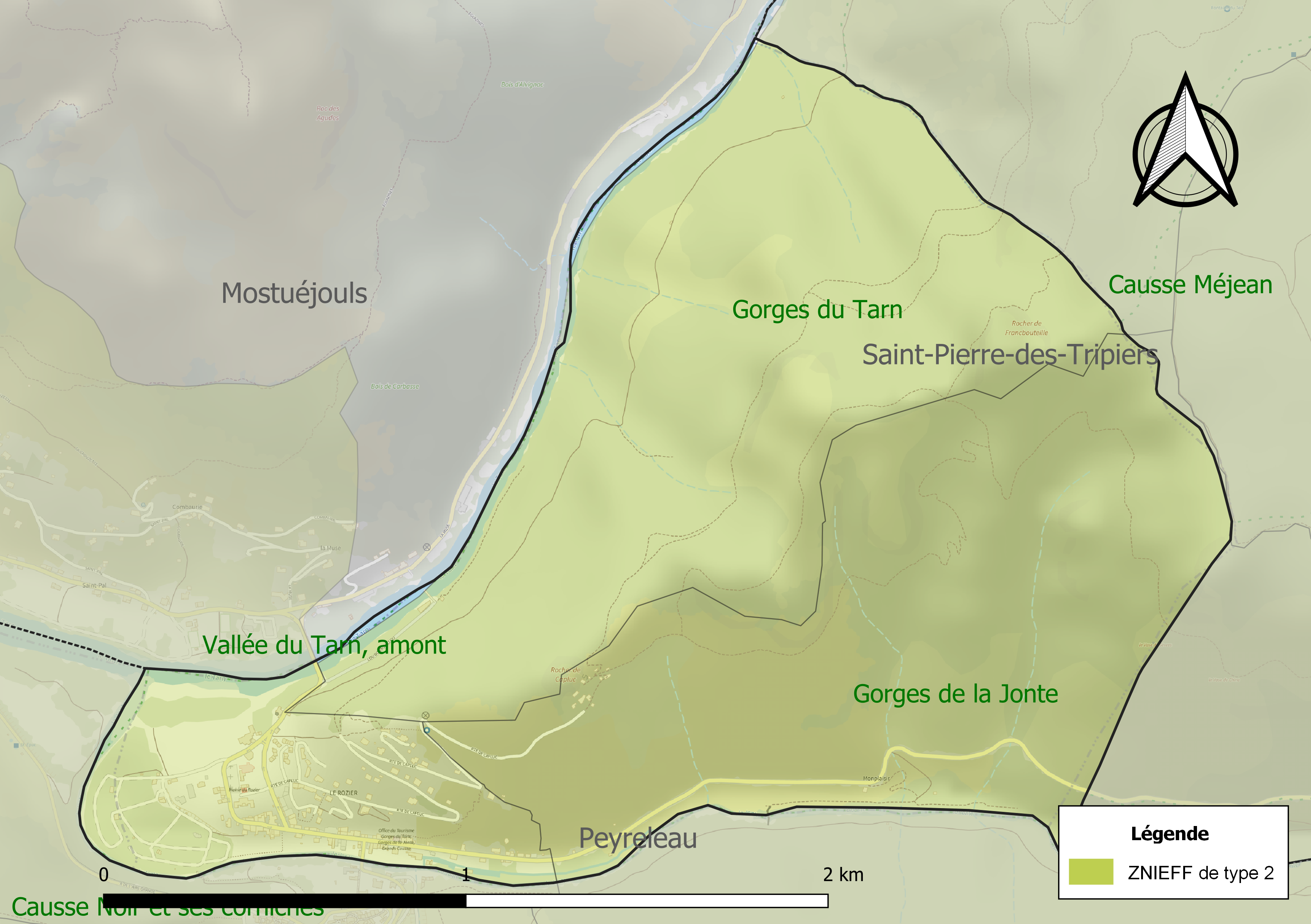
Carte des ZNIEFF de type 2 sur la commune.

## Urbanisme

### Typologie
Au 1er janvier 2024, Le Rozier est catégorisée commune rurale à habitat dispersé, selon la nouvelle grille communale de densité à sept niveaux définie par l'Insee en 2022.
Elle est située hors unité urbaine et hors attraction des villes,.

### Occupation des sols
L'occupation des sols de la commune, telle qu'elle ressort de la base de données européenne d’occupation biophysique des sols Corine Land Cover (CLC), est marquée par l'importance des forêts et milieux semi-naturels (86,6 % en 2018), une proportion identique à celle de 1990 (86,6 %). La répartition détaillée en 2018 est la suivante : 
forêts (52,3 %), milieux à végétation arbustive et/ou herbacée (34,3 %), zones urbanisées (7,1 %), zones agricoles hétérogènes (6,4 %). L'évolution de l’occupation des sols de la commune et de ses infrastructures peut être observée sur les différentes représentations cartographiques du territoire : la carte de Cassini (XVIIIe siècle), la carte d'état-major (1820-1866) et les cartes ou photos aériennes de l'IGN pour la période actuelle (1950 à aujourd'hui).

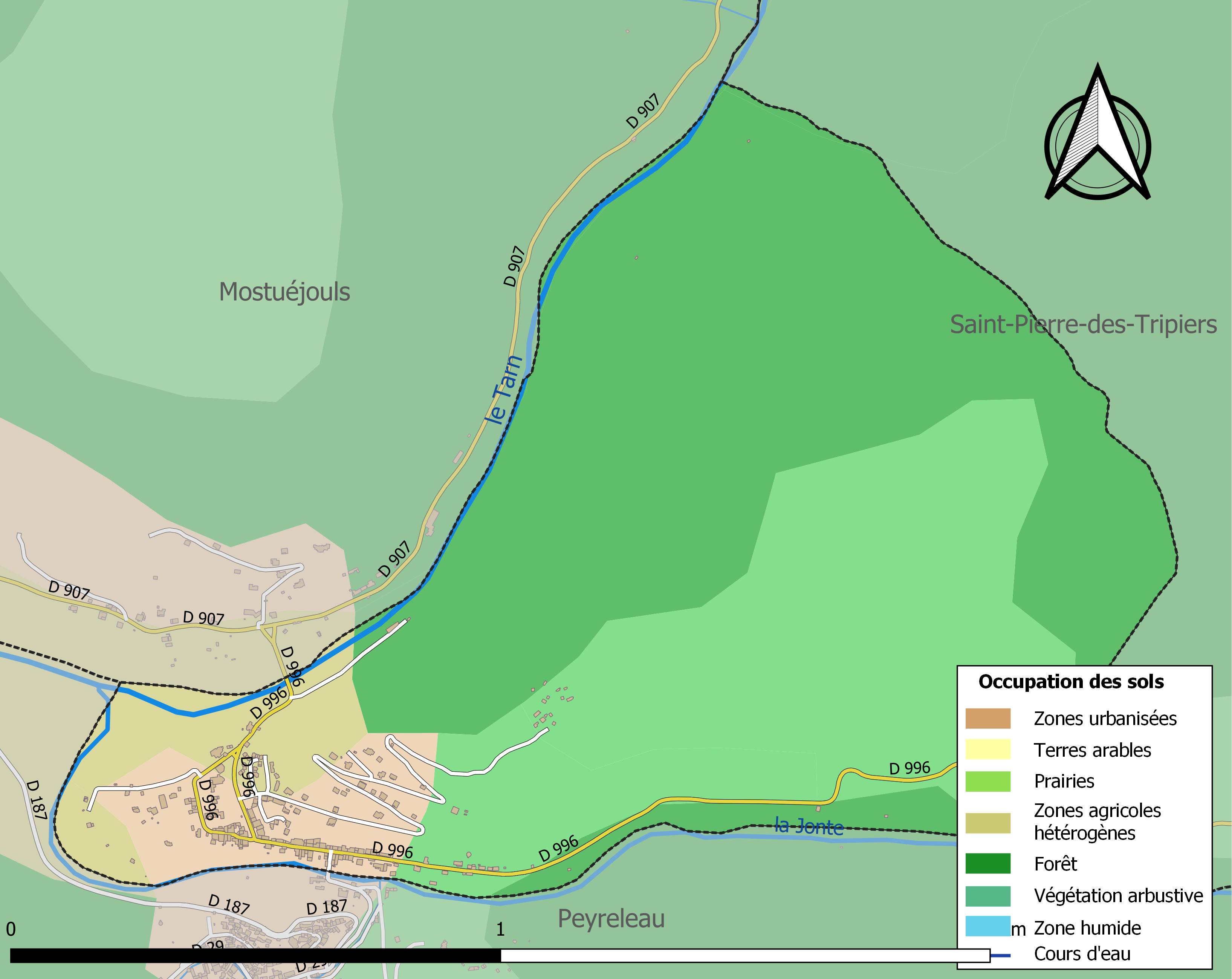
Carte des infrastructures et de l'occupation des sols de la commune en 2018 (CLC).

### Risques majeurs
Le territoire de la commune du Rozier est vulnérable à différents aléas naturels : météorologiques (tempête, orage, neige, grand froid, canicule ou sécheresse), inondations, feux de forêts, mouvements de terrains et séisme (sismicité faible). Un site publié par le BRGM permet d'évaluer simplement et rapidement les risques d'un bien localisé soit par son adresse soit par le numéro de sa parcelle.
Certaines parties du territoire communal sont susceptibles d’être affectées par le risque d’inondation par débordement de cours d'eau, notamment le Tarn et la Jonte. La commune a été reconnue en état de catastrophe naturelle au titre des dommages causés par les inondations et coulées de boue survenues en 1982, 1994, 2003, 2011 et 2020,.
Le Rozier est exposée au risque de feu de forêt. Un plan départemental de protection des forêts contre les incendies (PDPFCI) a été approuvé en décembre 2014 pour la période 2014-2023. Les mesures individuelles de prévention contre les incendies sont précisées par divers arrêtés préfectoraux et s’appliquent dans les zones exposées aux incendies de forêt et à moins de 200 mètres de celles-ci. L’arrêté du 23 mars 2018, complété par un arrêté de 2020, réglemente l'emploi du feu en interdisant notamment d’apporter du feu, de fumer et de jeter des mégots de cigarette dans les espaces sensibles et sur les voies qui les traversent sous peine de sanctions. L'arrêté du 23 août 2021, abrogeant un arrêté de 2002, rend le débroussaillement obligatoire, incombant au propriétaire ou ayant droit,,.

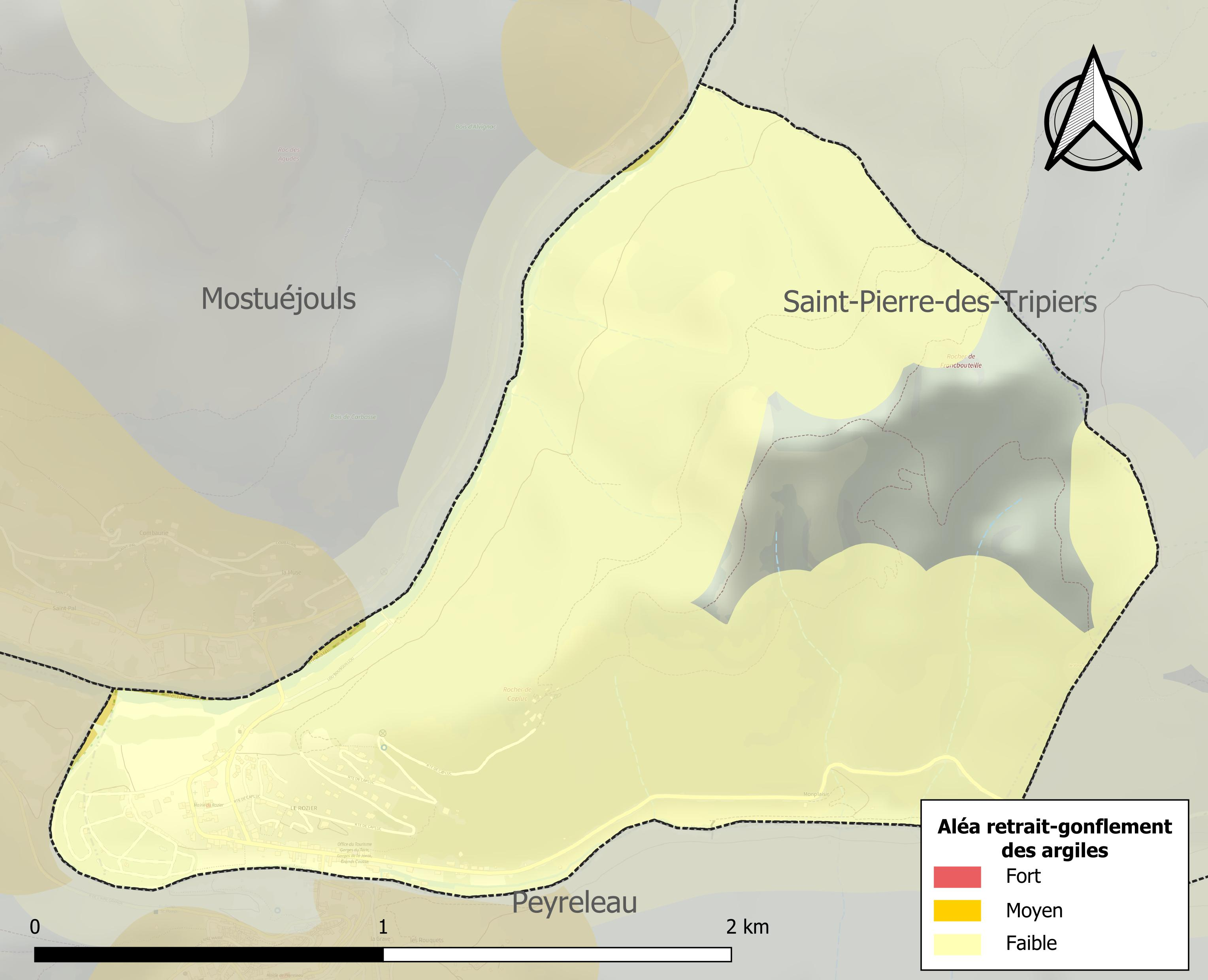
Carte des zones d'aléa retrait-gonflement des sols argileux du Rozier.

Les mouvements de terrains susceptibles de se produire sur la commune sont des affaissements et effondrements liés aux cavités souterraines (hors mines), des éboulements, chutes de pierres et de blocs et des tassements différentiels. Par ailleurs, afin de mieux appréhender le risque d’affaissement de terrain, l'inventaire national des cavités souterraines permet de localiser celles situées sur la commune.
Le retrait-gonflement des sols argileux est susceptible d'engendrer des dommages importants aux bâtiments en cas d’alternance de périodes de sécheresse et de pluie. 0,2 % de la superficie communale est en aléa moyen ou fort (15,8 % au niveau départemental et 48,5 % au niveau national). Sur les 98 bâtiments dénombrés sur la commune en 2019, aucun n'est en aléa moyen ou fort, à comparer aux 14 % au niveau départemental et 54 % au niveau national. Une cartographie de l'exposition du territoire national au retrait gonflement des sols argileux est disponible sur le site du BRGM,.
Par ailleurs, afin de mieux appréhender le risque d’affaissement de terrain, l'inventaire national des cavités souterraines permet de localiser celles situées sur la commune.

## Histoire
C'est au confluent du Tarn et de la Jonte, à « Inter-Aquas » que des potiers gallo-romains s'établirent pour la fabrication de poteries (jusqu'à l'an II ou III après Jésus-Christ). En 1075, des moines de l'abbaye d'Aniane bâtirent l'église Saint-Sauveur. Tout autour ils y cultivaient des roses. Ce lieu prit alors le nom de « Campum Dictum Rosarium », ou « Campus Rosarium ». Appelé en occitan « Lou Rousio », (avec un « s »), il s'appelle aujourd'hui « Le Rozier » (avec un « z »).
Le 31 décembre 2016, Le Rozier quitte la communauté de communes de la Vallée de la Jonte pour rejoindre la communauté de communes de Millau Grands Causses le 1er janvier 2017.

## Politique et administration

### Liste des maires
| Période                                  | Période  | Identité         | Étiquette | Qualité |
| ---------------------------------------- | -------- | ---------------- | --------- | ------- |
| Les données manquantes sont à compléter. |          |                  |           |         |
|                                          |          |                  |           |         |
|                                          |          | Martial Graille  |           |         |
| 2003                                     | En cours | Arnaud Curvelier |           |         |

## Démographie
Les habitants de la commune sont appelés les Roziéens ou Roziérains. En occitan, on dit Lo Rosiar (prononciation : lou Rousio).
L'évolution du nombre d'habitants est connue à travers les recensements de la population effectués dans la commune depuis 1793. Pour les communes de moins de 10 000 habitants, une enquête de recensement portant sur toute la population est réalisée tous les cinq ans, les populations de référence des années intermédiaires étant quant à elles estimées par interpolation ou extrapolation. Pour la commune, le premier recensement exhaustif entrant dans le cadre du nouveau dispositif a été réalisé en 2007.

En 2022, la commune comptait 128 habitants, en évolution de −5,88 % par rapport à 2016 (Lozère : +0,11 %, France hors Mayotte : +2,11 %).
| 1793 | 1800 | 1806 | 1821 | 1831 | 1836 | 1841 | 1846 | 1851 |
| ---- | ---- | ---- | ---- | ---- | ---- | ---- | ---- | ---- |
| 103  | 111  | 105  | 113  | 145  | 147  | 140  | 131  | 147  |

| 1856 | 1861 | 1866 | 1872 | 1876 | 1881 | 1886 | 1891 | 1896 |
| ---- | ---- | ---- | ---- | ---- | ---- | ---- | ---- | ---- |
| 135  | 138  | 150  | 150  | 165  | 207  | 199  | 213  | 199  |

| 1901 | 1906 | 1911 | 1921 | 1926 | 1931 | 1936 | 1946 | 1954 |
| ---- | ---- | ---- | ---- | ---- | ---- | ---- | ---- | ---- |
| 235  | 227  | 210  | 205  | 200  | 200  | 199  | 174  | 158  |

| 1962 | 1968 | 1975 | 1982 | 1990 | 1999 | 2006 | 2007 | 2012 |
| ---- | ---- | ---- | ---- | ---- | ---- | ---- | ---- | ---- |
| 145  | 118  | 114  | 111  | 157  | 153  | 150  | 149  | 152  |

| 2017 | 2022 | - | - | - | - | - | - | - |
| ---- | ---- | - | - | - | - | - | - | - |
| 132  | 128  | - | - | - | - | - | - | - |

## Économie

### Emploi
|                | 2008  | 2013  | 2018   |
| -------------- | ----- | ----- | ------ |
| Commune        | 6,5 % | 15 %  | 13,5 % |
| Département    | 5 %   | 6,4 % | 7,1 %  |
| France entière | 8,3 % | 10 %  | 10 %   |

En 2018, la population âgée de 15 à 64 ans s'élève à 74 personnes, parmi lesquelles on compte 71,6 % d'actifs (58,1 % ayant un emploi et 13,5 % de chômeurs) et 28,4 % d'inactifs,. En  2018, le taux de chômage communal (au sens du recensement) des 15-64 ans est supérieur à celui de la France et du département, alors qu'il était inférieur à celui de la France en 2008.
La commune est hors attraction des villes,. Elle compte 36 emplois en 2018, contre 59 en 2013 et 39 en 2008. Le nombre d'actifs ayant un emploi résidant dans la commune est de 43, soit un indicateur de concentration d'emploi de 83,8 % et un taux d'activité parmi les 15 ans ou plus de 47 %.
Sur ces 43 actifs de 15 ans ou plus ayant un emploi, 21 travaillent dans la commune, soit 49 % des habitants. Pour se rendre au travail, 58,1 % des habitants utilisent un véhicule personnel ou de fonction à quatre roues, 4,7 % les transports en commun, 23,3 % s'y rendent en deux-roues, à vélo ou à pied et 14 % n'ont pas besoin de transport (travail au domicile).

## Culture locale et patrimoine

### Lieux et monuments
Du monastère Saint-Sauveur du Rozier fondé au XIe siècle par des moines bénédictins, il ne reste que l'église, inscrite en 1960 au titre des monuments historiques.
Le Rozier se situe au confluent du Tarn et de la Jonte et au point de rencontre de leurs gorges.
Formation rocheuse ressemblant à un château en ruines, le rocher de Capluc domine le bourg du Rozier ainsi que les gorges  du Tarn et celles de la Jonte.

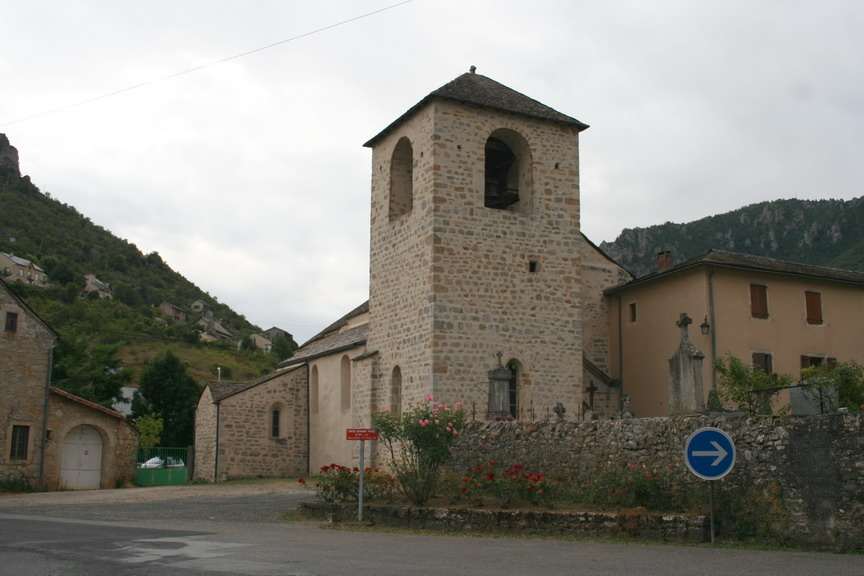
L'église Saint-Sauveur.
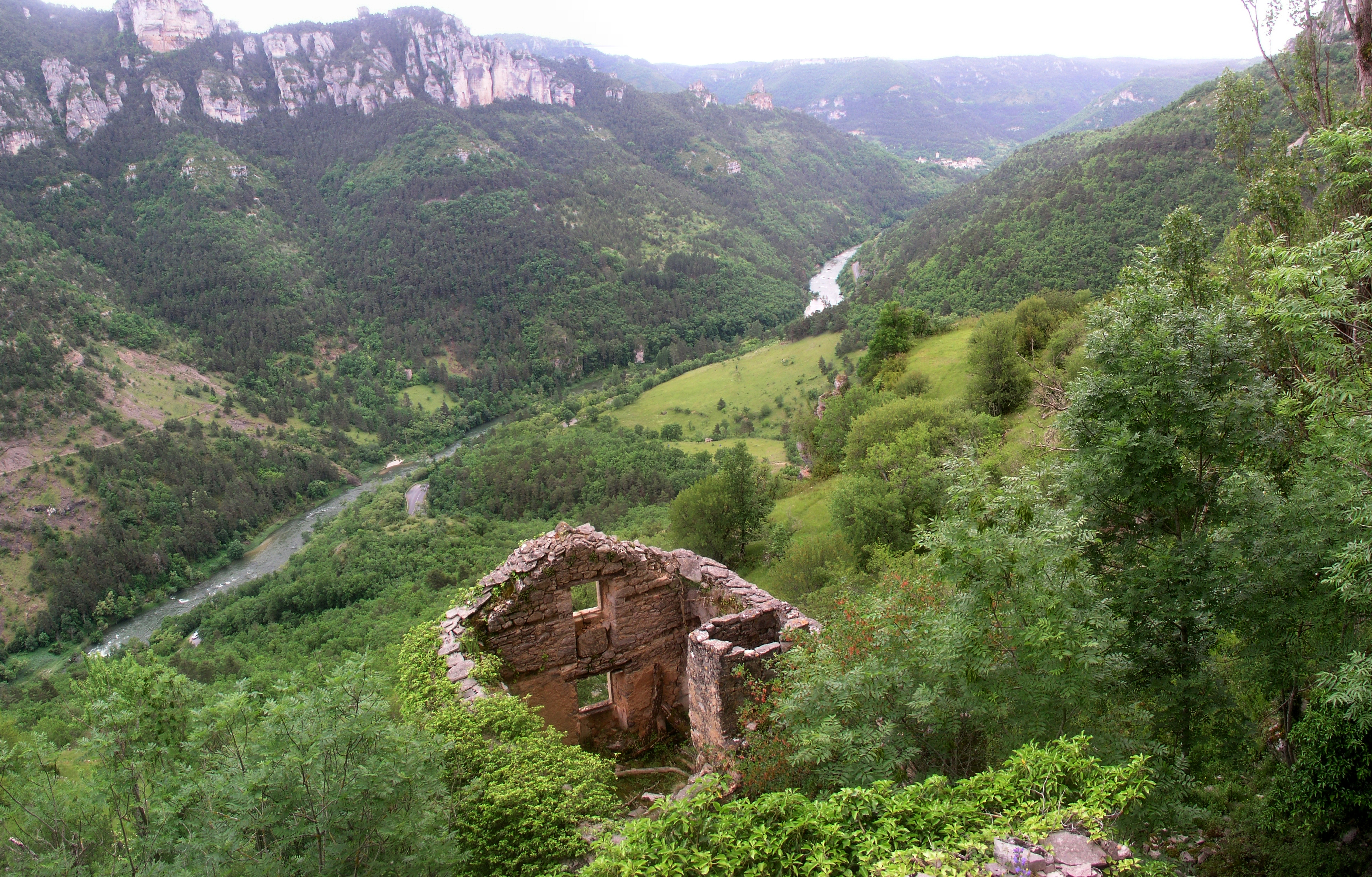
Les gorges du Tarn vues depuis Églazines (commune de Mostuéjouls). À gauche de la rivière, la commune du Rozier.
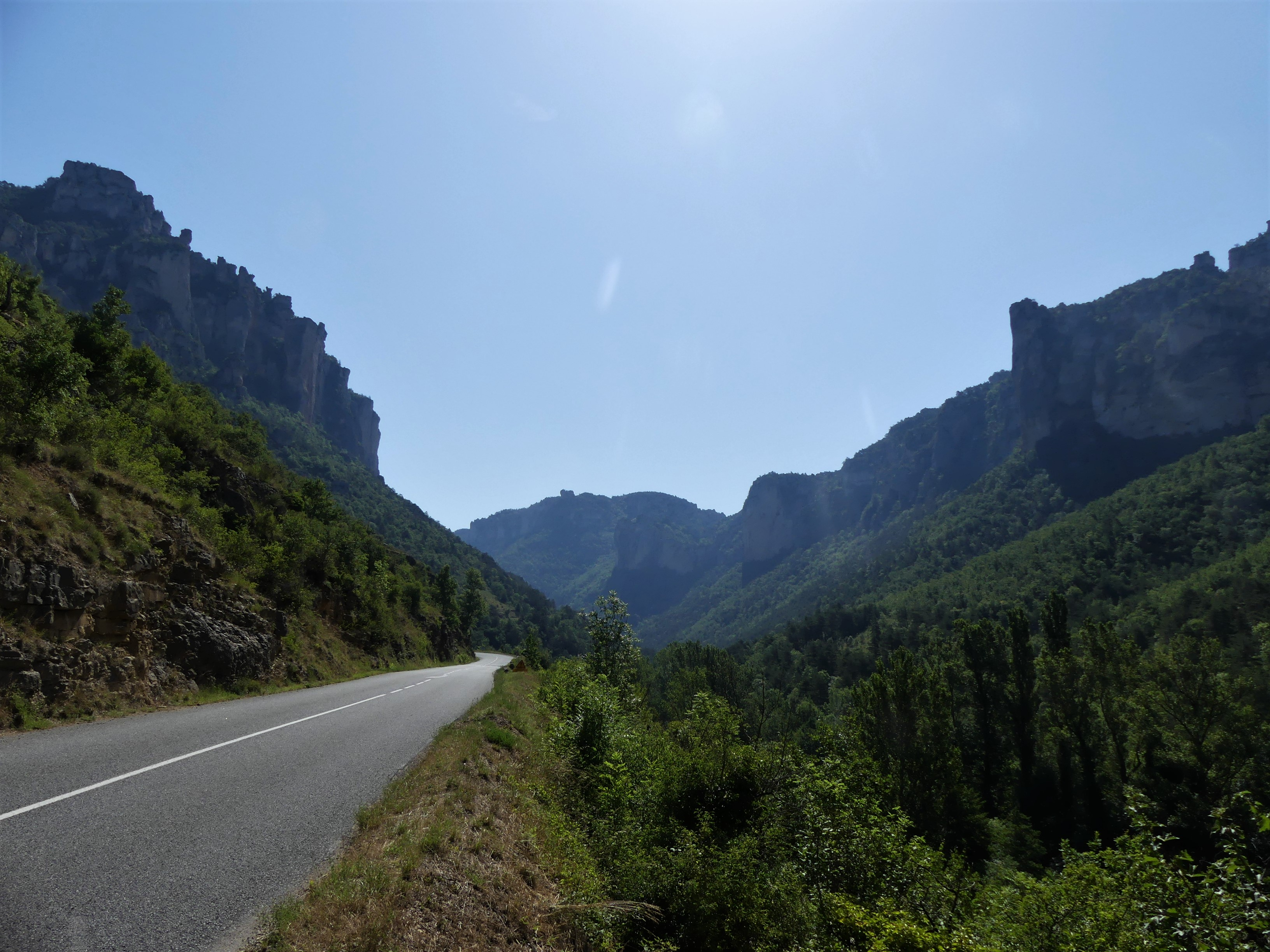
Les gorges de la Jonte entre Le Rozier (à gauche) et Peyreleau (à droite).
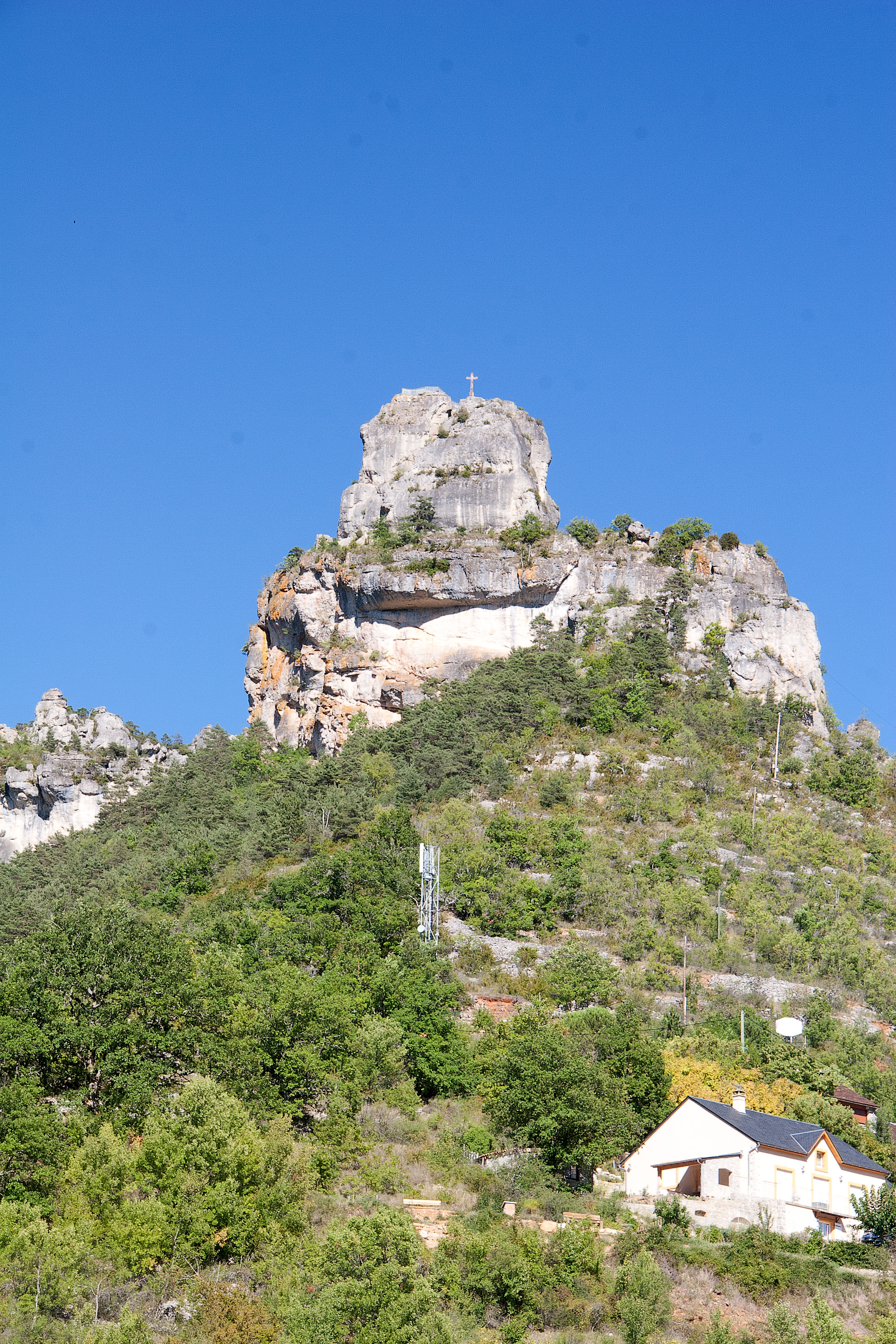
Le rocher de Capluc.

### Personnalités liées à la commune
- Louis Armand (1854-1921), spéléologue, mort au Rozier.

### Héraldique
| Blason | Blasonnement : D'or, au pairle ondé d'azur, accompagné en chef d'un calice gallo-romain, sigillé, de gueules et de deux roses feuillées et tigées du même aux flancs. |